# Karl de Hesse și de Rin
Prințul Karl de Hesse și de Rin (23 aprilie 1809 - 20 martie 1877) a fost al doilea fiu al lui Ludovic al II-lea, Mare Duce de Hesse și a soției sale, Wilhelmine de Baden. 
În 1836 Karl s-a căsătorit cu Prințesa Elisabeta a Prusiei (1815 - 1885), fiica Prințului Wilhelm al Prusiei (fratele regelui Frederic Wilhelm al III-lea al Prusiei) și a Mariei Ana de Hesse-Homburg. Au avut o căsnicie nefericită; Karl a preferat viața militară timpului petrecut cu familia.
Fiul cel mare a lui Karl, Ludovic, a devenit Mare Duce de Hesse și de Rin în 1877, după ce fratele mai mare a lui Karl a murit fără să lase moștenitori. 